# Brumario

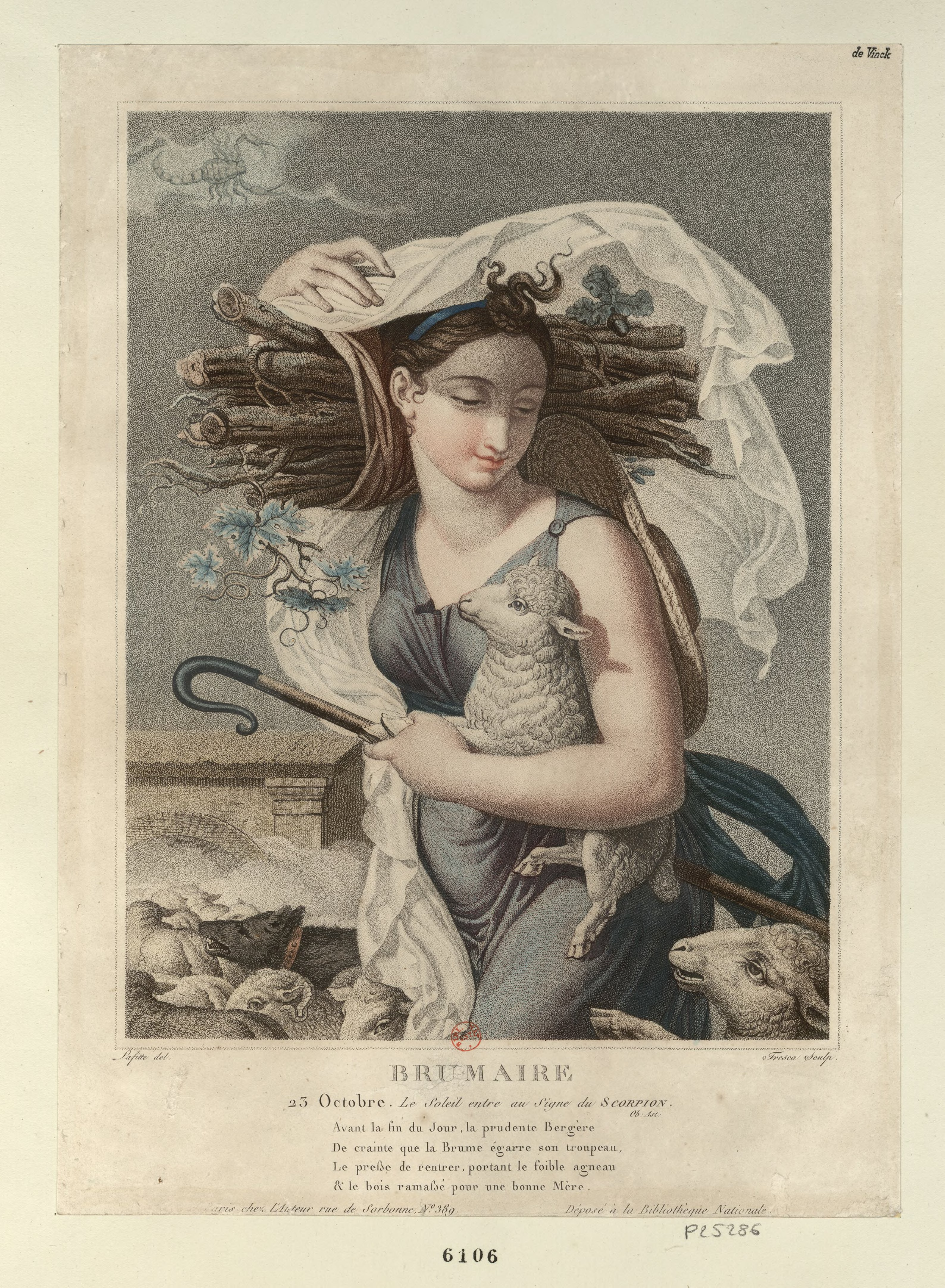
Alegoría de brumario, de Louis Lafitte.

Brumario (en francés Brumaire) es el nombre del segundo mes del calendario republicano francés, el segundo también de la estación otoñal, que dura desde el 22, 23 o 24 de octubre hasta el 20, 21 o 22 de noviembre, según el año. Coincide aproximadamente con el paso aparente del Sol por la constelación zodiacal de Escorpio.

## Etimología
El nombre del mes deriva del francés brume, que quiere decir bruma. Según el informe a la Convención propuesto por Fabre d'Églantine, dicho nombre se refiere a "las neblinas y las brumas bajas que son la trasudación de la naturaleza de octubre en noviembre". El sufijo -ario denota que el mes pertenece a la estación del otoño, igual que Vendimiario y Frimario.

## 18 de Brumario
La fecha del 18 de Brumario por antonomasia se refiere al 18 de brumario del año VIII (9 de noviembre de 1799), cuando Napoleón Bonaparte dio el golpe de Estado que terminó con el Directorio y dio lugar al Consulado. Este golpe de Estado marca para los historiadores el final de la Revolución francesa.